# Galería Louise Alexander
La Galería de arte Louise Alexander es una galería de arte contemporáneo  con sede en Porto Cervo, Italia. Fue fundada en 2007 y representa una veintena de artistas, entre los que se incluyen Barry X Ball, Enrique Martínez Celaya, Guy Bourdin, Marco Tirelli y Arik Leva.

## Artistas representados
- mentalKLINIK[2]
- Anthony James[3]
- Arik Levy[4]
- Folkert de Jong[5]
- Barry X Ball[6]
- Enrique Martinez Celaya[7]
- Guy Bourdin[8][9][10]
- Vladimir Dubossarsky[11]
- Serkan Özkaya
- Jay Shinn
- Marco Tirelli[12]
- Miguel Chevalier
- Nashun Nashunbatu
- Laurent Bolognini
- Pascal Haudressy
- Vuk Vidor